# 終結者外傳
《終結者外傳 － 莎拉·康納戰紀》（英語：Terminator: The Sarah Connor Chronicles），是一部基於電影系列《魔鬼終結者》製作的美國科幻電視劇，由Warner Bros. Television、C2 Pictures製作，於2008年1月13日在美國霍士電視台首播。由於美國編劇協會大罷工，第一季九集，第二季2008年9月8日首播，二十二集。

## 故事

### 故事背景
魔鬼終結者外傳的故事背景介於魔鬼終結者系列電影第二部之後，此時約翰·康納（John Connor）尚是一稚嫩青年，仍有被天網追殺之危險。於是，他的母親——也就是本劇的刻畫中心——莎拉·康納（Sarah Connor）需要帶著兒子四處逃亡，同時還要訓練兒子成為未來抵抗部隊的領袖。

### 第一季
發生於1997年的審判日雖然被阻止了，但是天網的威脅尚未解除。康納母子短暫而平靜地生活在新墨西哥州的一個小鎮，不過魔鬼終結者卻又再度來臨。在約翰的學校潛伏著兩名魔鬼終結者，一個是偽裝為代課老師的T-888型魔鬼終結者Cromartie，為了消滅將會領導人類的約翰；一個偽裝成學生之一的T-900型的魔鬼終結者Cameron，保護約翰免受天網的殺害。在Cameron協助下，康納母子擊敗了Cromartie，並藉助時間機器從1999年逃到2007年。
雖然逃到未來，但魔鬼終結者的威脅仍然無處不在。於是，康納母子決定不再逃避敵人的攻擊，而是主動出擊，永遠消滅對方於萌芽之中。康納母子在得到魔鬼終結者Cameron的協助，亦得到被派往過去，約翰的叔叔、卡爾·雷斯的弟弟，德歷克的支援。消滅天網的道路十分艱難，他們不但要面對魔鬼終結者的攻擊，另外亦要面對身為FBI探員的詹姆斯．艾利森（James Ellison，一個將來的盟友）的追捕。
莎拉在米爾斯．戴森（Miles Dyson，第二集電影的天網研發者）的妻子幫助下，得知到一名曾在Cyberdyne實習的學生，安迪．古德（Andy Goode），研發了一個用來下棋的人工智慧，名叫土耳其人（The Turk）。土耳其人招來多方的爭奪，最終土耳其人被安迪的拍檔偷走，而安迪亦被德歷克所殺害。莎拉他們努力追查土耳其人的下落，並且準備進行交易。另一方面，FBI探員詹姆斯．艾利森亦追查到Cromartie的下落，並帶同一隊FBI人員嘗試逮捕對方。行動失敗，但詹姆斯卻被敵人饒過一命。同時，卡麥蓉上車要去拿約翰的生日蛋糕時，車子卻突然爆炸......

### 第二季
最後一幕，以約翰·康納穿越到未來為結局。

## 演員
琳娜·海蒂--飾演--莎拉康納（Sarah Connor）

托馬斯·德克--飾演--約翰康納（John Connor）

薩摩·格拉--飾演--卡梅隆（Cameron）/終結者 TOK715

布萊恩·奧斯汀·格林--飾演--德瑞克·瑞斯

Richard T. Jones--飾演--詹姆斯·埃里森（James Ellison）

加瑞特·迪拉胡特--飾演--T-888型終結者 Cromartie／ John Henry

Shirley Manson--飾演--T-1001／凱瑟琳·韋弗（Catherine Weaver）

Leven Rambin--飾演--芮莉（Riley）

Stephanie Jacobsen--飾演--Jesse

Busy Phillips--飾演--Kacy Cotton

Jonathan Jackson--飾演--凱爾瑞斯。

## 收視率
| 季度 | 播放時間                          | 首播          | 結束          | 年度      | 排名 | 觀眾 (百萬) |
| ---- | --------------------------------- | ------------- | ------------- | --------- | ---- | ----------- |
| 1    | 星期日下午8時 (1月13日)           | 2008年1月13日 | 2008年3月3日  | 2008      | #36  | 11.4        |
| 1    | 星期日下午9時 (1月14日 – 3月3日)  | 2008年1月13日 | 2008年3月3日  | 2008      | #36  | 11.4        |
| 2    | 星期日下午8時 (9月8日 – 12月15日) | 2008年9月8日  | 2009年4月10日 | 2008-2009 | #71  | 4.64        |
| 2    | 星期五下午8時 (2月13日 – 4月10日) | 2008年9月8日  | 2009年4月10日 | 2008-2009 | #71  | 4.64        |

## 腰斬
2009年5月18日確定停止拍攝續集。

## 外部連結
- 官方網站
- 互联网电影数据库（IMDb）上《Terminator: The Sarah Connor Chronicles》的资料（英文）
- 台灣AXN （页面存档备份，存于）